# Lauren Glotzbach
Lauren Glotzbach (Monster, 6 december 2003) is een voormalig voetbalspeelster uit Nederland. Ze speelde als middenvelder voor ADO Den Haag.

## Carrière
Glotzbach begon haar carrière op vijfjarige leeftijd bij voetbalclub SC Monster maar stapte al op jonge leeftijd over naar de jeugdopleiding van ADO Den Haag.
Op 21 juni 2023 tekende Glotzbach haar eerste contract voor ADO Den Haag. Ze tekende tot medio 2025. Haar debuut in de Vrouwen Eredivisie volgde op 8 oktober 2023 door in te vallen voor Louise van Oosten in een met 2-0 gewonnen uitwedstrijd bij Sc Heerenveen. In het seizoen 2024/25 had Glotzbach geregeld een basisplaats bij de Hagenezen. In de tweede seizoenshelft had ze na het opstappen van Stephan Vos haar vader Marten Glotzbach als hoofdtrainer. Na de laatste wedstrijd van het seizoen tegen Fortuna Sittard stopte Glotzbach als profvoetbalster. Ze verkoos een maatschappelijk carrière boven een verder vervolg van haar voetbalcarrière.

## Privéleven
Lauren Glotzbach is een dochter van Sarina Wiegman, bondscoach van het Engelse vrouwenvoetbalelftal en voormalig bondscoach van het Nederlands vrouwenvoetbalelftal. Van december 2024 tot mei 2025 was haar vader Marten Glotzbach hoofdtrainer van Lauren bij ADO Den Haag.

## Statistieken
| Seizoen | Club         | Land      | Competitie         | Wedstrijden | Doelpunten |
| ------- | ------------ | --------- | ------------------ | ----------- | ---------- |
| 2023/24 | ADO Den Haag | Nederland | Vrouwen Eredivisie | 1           | 0          |
| 2024/25 | ADO Den Haag | Nederland | Vrouwen Eredivisie | 17          | 0          |
| Totaal  | Totaal       | Totaal    | Totaal             | 18          | 0          |

Laatste update: 17 mei 2025